# Calle de Alcalá
La Calle de Alcalá è una delle principali arterie di Madrid, sia per il traffico sia per le attività commerciali.

## Percorso

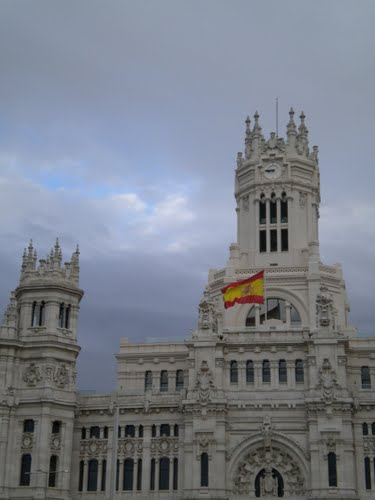
Il Palacio de Comunicaciones in Plaza de Cibeles

La via è la strada più lunga di tutta la città e si estende per 10,5 km dal centro in direzione est-nordest.
Comincia dalla Puerta del Sol, teorico km 0 di tutte le strade della Spagna e nel suo tratto iniziale attraversa molti dei punti emblematici di Madrid come la Plaza de la Independencia, dove sorge la Puerta de Alcalá, e la Plaza de Cibeles con la famosa fontana della dea. La strada termina il suo percorso "centrico" attraversando la M-30, il primo anello della circonvallazione di Madrid, all'altezza della famosa plaza de toros de Las Ventas.
In un secondo tratto attraversa i distretti di Ciudad Lineal e San Blas. 
L'arteria è principalmente residenziale, anche se in questo tratto ha comunque grande importanza il piccolo commercio, specie nel settore della moda, e vi è un centro commerciale, (Alcalá Norte) all'incrocio tra Calle Arturo Soria e Calle de los Hermanos García Noblejas. La Calle Alcalá termina a Ciudad Pegaso (San Blas), in corrispondenza del Nudo de Eisenhower, dove si incrociano la A-2 (Carretera de Barcelona) e la M-14 (chiamata anche Avenida de la Hispanidad o Carretera del Aeropuerto).

## Storia

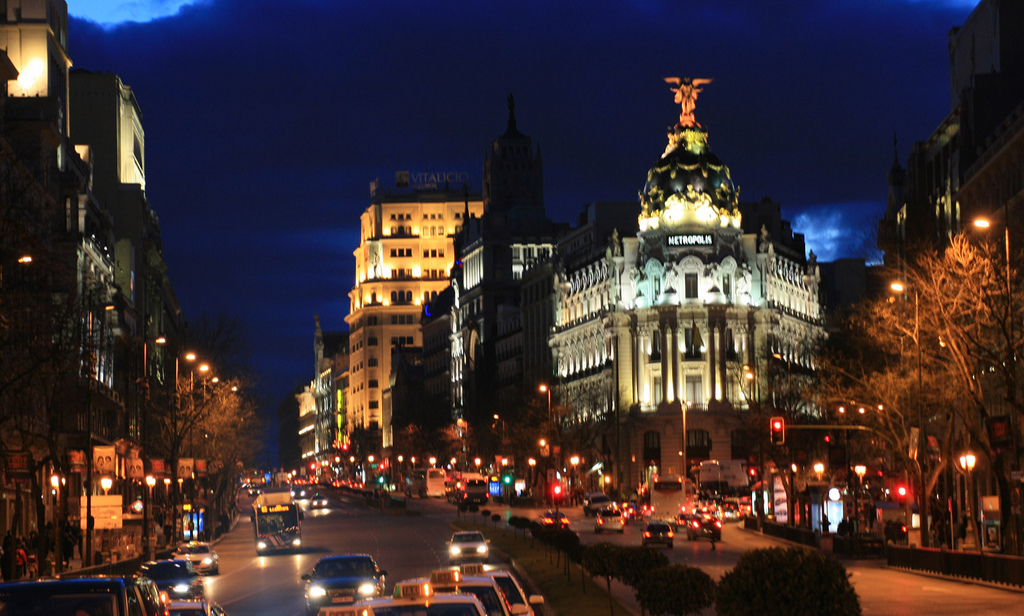
Vista notturna

La Calle de Alcalá è una delle più antiche di Madrid e la sua nascita fu spontanea, in quanto la Madrid dell'epoca si caratterizzò per la mancanza di qualsiasi pianificazione urbanistica. 
Il suo tracciato sorge al principio del XV secolo da un'antica strada che nasceva dalla Puerta del Sol, l'allora limite occidentale di Madrid. La carreggiata conduceva a est, ad Alcalá de Henares e fino all'Aragona. Inizialmente ricevette il nome di calle de los Olivares, per via dell'uliveto che attraversava e dal quale era fiancheggiata.
Quando la regina Isabella I ordinò di tagliare gli alberi di ulivo del Paese per ovviare al maleodorante odore che da essi proveniva, la strada perse la sua antica denominazione.
Man mano che la popolazione della città cresceva, e specialmente dopo che Madrid divenne capitale della Spagna nel XVI secolo, i suoi marciapiedi si popolarono di ville dell'aristocrazia e di conventi, trasformando l'antica strada in parte della città.

## Edifici di interesse
- Edificio de las Cariátides

## Comunicazioni
| Stazioni metropolitane e suburbane | Sol, Sevilla, Banco de España, Retiro, Príncipe de Vergara, Goya, Manuel Becerra, Ventas, El Carmen, Quintana, Pueblo Nuevo, Ciudad Lineal, Suanzes, Torre Arias y Canillejas |
| Linee di autobus EMT               | |